# Харанги, Имре
Имре Харанги (венг. Harangi Imre; 16 октября 1913 — 4 февраля 1979) — венгерский боксёр, олимпийский чемпион.
Родился в Ньирадони. С 1933 по 1938 годы ежегодно становился чемпионом Венгрии, в 1934 году завоевал серебряную медаль чемпионата Европы. В 1936 году также завоевал золотую медаль на Олимпийских играх в Берлине.